# Comissió d'investigació sobre l'actuació del ministre Jorge Fernández Díaz

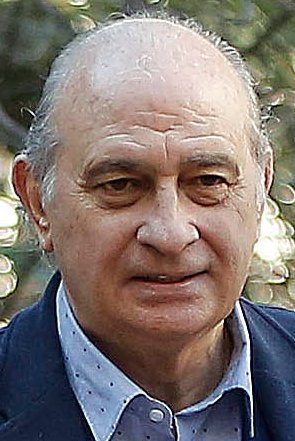
Jorge Fernández Díaz, ministre de l'Interior d'Espanya entre 2011 i 2016

La comissió d'investigació sobre l'actuació del ministre Jorge Fernández Díaz va ser una comissió d'investigació del Congrés de Diputats d'Espanya constituïda el 9 de març de 2017 per esbrinar les presumptes irregularitats dutes a terme pel ministeri de l'Interior durant el mandat de 2011 a 2016 del ministre Jorge Fernández Díaz, del govern de Mariano Rajoy. El seu títol oficial va ser: «Comissió d'Investigació sobre la utilització partidista en el Ministeri de l'Interior, sota el mandat del ministre Fernández Díaz, dels efectius, mitjans i recursos del Departament i de les Forces i Cossos de la Seguretat de l'Estat amb fins polítics».
La comissió de recerca es va formar arran de la publicació pel diari digital Público dels enregistraments de dues converses mantingudes pel ministre en el seu despatx amb el director de l'Oficina Antifrau de Catalunya Daniel de Alfonso Laso en les quals van tractar sobre la possible incriminació per casos de corrupció de líders de l'independentisme català o dels seus familiars més propers.

## Desenvolupament
El 21 de juny de 2016 el diari digital Público publicava el primer lliurament de l'enregistrament de dues converses mantingudes en el despatx del Ministeri de l'Interior a Madrid, entre el ministre Jorge Fernández Díaz i el director de l'Oficina Antifrau de Catalunya Daniel de Alfonso Laso en les quals van tractar sobre la possible incriminació per casos de corrupció de capdavanters independentistes catalans o dels seus familiars més propers. Les converses van tenir lloc els dies 2 i 16 d'octubre de 2014, uns pocs dies abans de la celebració a Catalunya de la consulta del 9-N. En conèixer-se la notícia tots els grups de l'oposició van criticar durament al ministre Fernández Díaz i van demanar la seva dimissió o la seva destitució. En mantenir-se en el càrrec van presentar al Congrés de Diputats una proposició no de llei de recusació del ministre que va ser aprovada en la Comissió d'Interior el 18 d'octubre de 2016, amb els únics vots en contra del grup parlamentari del Partit Popular. La votació final en el ple es va produir el 25 d'octubre. Per la seva banda, el director de l'Oficina Antifrau de Catalunya va ser destituït pel Parlament de Catalunya només vuit dies després d'haver-se fet públics els enregistraments. Únicament va votar en contra el grup parlamentari del Partit Popular. Finalment el Tribunal Suprem va desestimar la querella presentada contra Fernández Díaz i en contra De Alfonso per Xavier Trias i Convergència Democràtica de Catalunya per prevaricació, revelació de secrets i malversació en considerar que dels enregistraments no es desprenia la comissió cap delicte ―criteri compartit per la fiscalia―, ja que la conversa mantinguda entre tots dos era un «intercanvi d'informació» que «ha d'enquadrar-se en el deure general de cooperació institucional que a tots dos organismes [el Ministeri de l'Interior i l'Oficina Antifrau de Catalunya] correspon».
Un mes després de publicar-se el contingut de les converses entre Fernández Díaz i De Alfonso, el grup parlamentari socialista va presentar al Congrés dels Diputats la sol·licitud de la creació d'una Comissió d'Investigació que va ser aprovada pel ple el 27 de setembre de 2016. Es va constituir el 9 de març de 2017 sota la presidència de Mikel Legarda del PNB. Se celebraren 17 sessions, sent l'última el 20 de juliol de 2017, en la qual es va elaborar i va aprovar el dictamen. Van comparèixer Daniel De Alfonso Laso, exdirector de l'Oficina Antifraude de Catalunya; Jorge Fernández Díaz, ExMinistre de l'Interior; Ignacio Cosidó, ExDirector General de la Policia; José Ángel Fuentes Gago, Inspector Cap de la Policia; i Eugenio Pi Sánchez, ExDirector Adjunt Operatiu de la Direcció general de la Policia. Va haver-hi set vots particulars, un per cada grup parlamentari.
Durant la seva compareixença davant de la Comissió d'Investigació, el ministre Fernández Díaz negà rotundament les acusacions dels diputats de l'oposició. En resposta a un d'ells digué: 
| « | (castellà) Puedo asegurarle… que no ha habido ninguna voluntad política de investigar específicamente a ninguna formación política, ni a Podemos ni a ninguna. En todo caso se habrán investigado conductas potencialmente delictivas que afectarían o han afectado a personas de todas las formaciones políticas. ¿Qué luego se pueden cometer errores? Sin duda, pero yo le puedo asegurar que no ha habido ninguna orden, y se lo digo rotundamente, ninguna orden, ninguna voluntad política, en absoluto, de investigar ni a Podemos ni a nadie. Se lo puedo asegurar. | (català) Puc assegurar-li ... que no hi ha hagut cap voluntat política d'investigar específicament a cap formació política, ni a Podem ni a cap. En tot cas s'hauran investigat conductes potencialment delictives que afectarien o han afectat a persones de totes les formacions polítiques. Què després es poden cometre errors? Sens dubte, però jo li puc assegurar que no hi ha hagut cap ordre, i li ho dic rotundament, cap ordre, cap voluntat política, en absolut, d'investigar ni a Podem ni a ningú. L'hi puc assegurar. | » |
| — | | |   |

## Dictamen
El dictamen final va ser aprovat per tots els grups parlamentaris, excepte pel de Ciutadans, que es va abstenir, i pel de l'Partit Popular, que va votar en contra. En les conclusions 3 i 4 del dictamen final es deia el següent:
| « | (castellà) 3.En el Ministeri de l'Interior d'Espanya, bajo el mandato del señor Jorge Fernández Díaz, usando de manera fraudulenta el catálogo de puestos de trabajo, se creó una estructura policial bajo las instrucciones del señor Ignacio Cosidó Gutiérrez, por orden del DAO Eugenio Pino, con el conocimiento y consentimiento del Ministro destinada a obstaculizar la investigación de los escándalos de corrupción que afectaban al Partido Popular y al seguimiento, la investigación y, en su caso, la persecución de adversarios políticos. A modo de ejemplo: PSOE (como demuestran la creación y trabajos realizados por las BARC), el nacionalismo catalán (señor Trias) o Podemos (Informe PISA). 4. Estas decisiones han supuesto una inaceptable utilización partidista de los efectivos, medios y recursos del Departamento de Interior y de las Fuerzas y Cuerpos de Seguridad del Estado, con un abuso de poder que quebranta reglas esenciales de la democracia y del Estado de Derecho. | (català) 3. En el Ministeri de l'Interior d'Espanya, sota el mandat del senyor Jorge Fernández Díaz, usant de manera fraudulenta el catàleg de llocs de treball, es va crear una estructura policial sota les instruccions del senyor Ignacio Cosidó Gutiérrez, per ordre del DAO Eugenio Pino, amb el coneixement i consentiment de l'Ministre destinada a obstaculitzar la investigació dels escàndols de corrupció que afectaven el Partit Popular i a el seguiment, la investigació i, si escau, la persecució d'adversaris polítics. A tall d'exemple: PSOE (com demostren la creació i treballs realitzats per les BARC), el nacionalisme català (senyor Trias) o Podem (Informe PISA). de 4. Aquestes decisions han suposat una inacceptable utilització partidista dels efectius, mitjans i recursos de el Departament d'Interior i de les Forces i Cossos de Seguretat de l'Estat, amb un abús de poder que trenca regles essencials de la democràcia i de l' Estat de dret. | » |
| — | | |   |

## Vots particulars

### Esquerra Republicana de Catalunya
En el vot particular d'Esquerra Republicana de Catalunya es considerava:
| « | (castellà) probada la existencia de una ‘Policía Patriótica’ que siguiendo órdenes políticas puso en marcha la llamada ‘Operación Catalunya’. Esta operación implicaba cargos políticos, funcionarios del Ministerio del Interior y miembros de otras instituciones como la Oficina Antifraude de Catalunya y de la judicatura y estaba destinada, presuntamente, a espiar, seguir y conspirar contra los representantes políticos democráticamente elegidos. Fue dirigida desde el Ministerio de Interior bajo el mando del entonces Ministro, Jorge Fernández Díaz. | (català) provada l'existència d'una 'policia Patriòtica' que seguint ordres polítiques va posar en marxa l'anomenada 'Operació Catalunya'. Aquesta operació implicava càrrecs polítics, funcionaris de l'Ministeri de l'Interior i membres d'altres institucions com l'Oficina Antifrau de Catalunya i de la judicatura i estava destinada, presumptament, a espiar, seguir i conspirar contra els representants polítics democràticament elegits. Va ser dirigida des del Ministeri d'Interior sota el comandament de l'aleshores ministre, Jorge Fernández Díaz. | » |
| — | | |   |

Esquerra Republicana també considerava provat que va existir «una sistematització destinada a imputar càrrecs de corrupció, infondre sospites i calúmnies a rivals polítics a través de filtracions en els mitjans de proves falses i la manipulació documental. Provat que sota el mandat del Ministre Fernández Díaz es van elaborar proves falses per incriminar a l'actual Vicepresident i Conseller d'Economia i Hisenda de la Generalitat de Catalunya i President d'Esquerra Republicana de Catalunya, Oriol Junqueras. Provat que sota el mandat del Ministre Fernández Díaz es van elaborar proves falses per incriminar a l'exalcalde de Barcelona, Sr. Xavier Trias. Provat que les reunions mantingudes entre el Ministre Fernández Díaz i el exdirector de l'Oficina Antifrau de Catalunya, Daniel De Alfonso, tenien com a finalitat conspirar per influir en la conjuntura política catalana. Provada l'existència d'una connivència entre la cúpula policial del Ministre Fernández Díaz i determinats mitjans de comunicació amb l'objectiu de publicar informació falsa amb l'únic objectiu de perjudicar a partits polítics catalans i els seus dirigents tal com es desprèn del conjunt de trucades intercanviades entre membres de la cúpula policial i periodistes».

### PDeCAT
En el vot particular d'el PDeCAT també s'afirmava l'existència de la Operació Catalunya:
| « | (castellà) Uno de los temas que han centrado los trabajos de esta Comisión de Investigación es conocer si el proceso para poder decidir el futuro político que vive Catalunya desde hace unos años ha provocado la organización de una línea estratégica de trabajo en el Ministerio, poco o nada democrática, que utilizaba recursos humanos y económicos propios del Ministerio del Interior y previstos para otras funciones, para articular investigaciones y noticias falsas para ser difundidas en los grandes medios de comunicación con el fin de desprestigiar a políticos e instituciones de Catalunya que apoyan el proceso para poder decidir el futuro político de Catalunya y la demanda de un referéndum. En este supuesto trabajaban con otras instituciones como la Oficina Antifrau de Catalunya, empresas y medios de comunicación afines dispuestos a participar y dar difusión a dicha causa. Nos referimos a lo que se conoce periodísticamente como Operación Catalunya. (…) La Comisión de Investigación considera probado que uno de los objetivos políticos principales perseguidos por el Ministerio del Interior bajo el mando de Fernández Díaz fue la generación de noticias e informaciones contrarias a los dirigentes políticos que dan su apoyo al proceso independentista catalán y que para ello se procedió a generar informaciones falsas y difamaciones, como es el caso de los informes falsos de la UDEF sobre el President Mas o sobre las falsas cuentas en Suiza del alcalde Trias, con el agravante de haberse generado dichas informaciones en las fechas previas a las elecciones del 25 de noviembre de 2012 al Parlament de Catalunya y, de nuevo, en el caso del Alcalde Trias, con anterioridad a las elecciones municipales de 2015. | (català) Un dels temes que han centrat els treballs d'aquesta Comissió d'Investigació és conèixer si el procés per poder decidir el futur polític que viu Catalunya des de fa uns anys ha provocat l'organització d'una línia estratègica de treball en el Ministeri, poc o gens democràtica, que utilitzava recursos humans i econòmics propis del Ministeri de l'Interior i previstos per a altres funcions, per articular investigacions i notícies falses per ser difoses en els grans mitjans de comunicació per tal de desprestigiar polítics i institucions de Catalunya que donen suport al procés per poder decidir el futur polític de Catalunya i la demanda d'un referèndum. En aquest supòsit treballaven amb altres institucions com l'Oficina Antifrau de Catalunya, empreses i mitjans de comunicació afins disposats a participar i donar difusió a aquesta causa. Ens referim al que es coneix periodísticament com a Operació Catalunya. (…) La Comissió d'Investigació considera provat que un dels objectius polítics principals perseguits pel Ministeri de l'Interior sota el comandament de Fernández Díaz va ser la generació de notícies i informacions contràries als dirigents polítics que donen el seu suport al procés independentista català i que per a això es va procedir a generar informacions falses i difamacions, com és el cas dels informes falsos de la UDEF sobre el President Mas o sobre els falsos comptes a Suïssa de l'alcalde Trias, amb l'agreujant d'haver-se generat aquestes informacions en les dates prèvies a les eleccions del 25 de novembre de 2012 a Parlament de Catalunya i, de nou, en el cas de l'Alcalde Trias, amb anterioritat a les eleccions municipals de 2015. | » |
| — | | |   |

### Partit Popular
El Partit Popular en el seu vot particular va considerar que les acusacions objecte de la Comissió «no han pogut ser acreditades com certes durant el procés investigador realitzat per la Comissió», ja que «els cinc compareixents» «van negar a preguntes directes sobre aquesta qüestió, que la Policia fóra gestionada durant el mandat del Ministre Jorge Fernández amb criteris partidistes. Van manifestar que no es van impartir ordres per tapar possibles casos de corrupció relacionats amb el Partit Popular, ni tampoc es van donar per a la realització d'investigacions, la fabricació de proves o d'informes que perjudiquessin partits polítics rivals o als dirigents d'aquests. Igualment van declarar que no va existir cap confabulació de responsables del Ministeri de l'Interior, càrrecs Policials i responsables d'altres institucions per dur a terme aquestes actuacions de caràcter partidista». «De la mateixa manera, l'amplíssima documentació aportada a sol·licitud de la Comissió, tampoc ha servit per acreditar la presumpta utilització partidista de la Policia per part dels alts càrrecs del Ministeri de l'Interior». Així, concloïa el PP que «l'intent de treure conclusions manipulades d'aquesta documentació i de les declaracions dels compareixents, permeten deduir, aquesta vegada sí, un interès partidista d'algunes formacions polítiques a crear artificialment i sense proves, ni indicis mínimament sòlids, una acusació general contra la gestió del Sr. Fernández a la Policia. Sembla evident que algunes d'elles pretenen desgastar el Partit Popular per pur interès polític i altres busquen ocultar la seva responsabilitat en casos de corrupció o de finançament il·legal dels seus partits o intenten desacreditar la investigació policial sobre la comissió de greus delictes que estan emmascarats dins de l'anomenat procés independentista català i de la qual podrien ser responsables».
Sobre la conversa filtrada del ministre Fernández Díaz amb el director de l'Oficina Antifrau de Catalunya el PP digué:
| « | (castellà) Se produjo una filtración interesada, calculada, manipulada, fragmentada y orientada políticamente de unas conversaciones privadas que tuvieron lugar 20 meses antes de la publicación y cuyo objeto fueron expedientes instruidos y documentados de acuerdo con las competencias atribuidas por la Ley a la Oficina Antifraude. | (català) Es va produir una filtració interessada, calculada, manipulada, fragmentada i orientada políticament d'unes converses privades que van tenir lloc 20 mesos abans de la publicació i l'objecte van ser expedients instruïts i documentats d'acord amb les competències atribuïdes per la Llei a l'Oficina Antifrau. | » |
| — | | |   |

D'altra banda, en el vot particular del PP es va esmentar lOperació Catalunya' - «l'organització des del Govern d'una campanya de desprestigi dirigida contra les formacions independentistes» - però per negar la seva existència, basant-se en el fet que els cinc compareixents «de manera clara i rotunda» van negar l'«existència de l'esmentada 'Operació Catalunya'». A continuació se citaven les seves declaracions. Així l'exministre de l'Interior preguntat pel diputat d'Esquerra Gabriel Rufián sobre qui era «el senyor X de l'operació Catalunya», va respondre: «Si m'explica vostè l'operació Catalunya, potser li puc dir allò altre». De Alfonso va dir: «¿jo ficat en la qual han anomenat els mitjans com a Operació Catalunya? ¿Jo ficat en aquesta operació? No. Si existia, que ho desconec, jo no estava dins, l'hi asseguro». Ignacio Cosidó digué: «No crec que hi hagi Operació Catalunya». FonFuentes Gago declararia que: «No hi ha cap operació Catalunya». I Eugenio Pino preguntat sobre si ha existit una operació Catalunya respongué: «No».
Així les conclusions del Partit Popular acabarien sent que:
| « | (castellà) En consecuencia, esta Comisión de investigación no puede llegar a la conclusión de que existió la llamada ‘operación Cataluña’ pues todos los comparecientes lo han negado de forma contundente. Si las conclusiones de esta Comisión estaban escritas antes de celebrarse las comparecencias y antes de toda actividad indagatoria, en tal caso el trabajo de la misma habrá resultado una pérdida de tiempo. Solo desde ese apriorismo cargado de intencionalidad política pude defenderse cualquier conclusión que afecte a la llamada ‘Operación Cataluña’, sistemáticamente negada por todos los comparecientes. | (català) En conseqüència, aquesta Comissió d'investigació no pot arribar a la conclusió que va existir l'anomenada 'operació Catalunya', ja que tots els compareixents ho han negat de forma contundent. Si les conclusions d'aquesta Comissió estaven escrites abans de celebrar-se les compareixences i abans de tota activitat indagatòria, en aquest cas el treball de la mateixa haurà resultat una pèrdua de temps. Només des d'aquest apriorisme carregat d'intencionalitat política vaig poder defensar-se qualsevol conclusió que afecti l'anomenada 'Operació Catalunya', sistemàticament negada per tots els compareixents. | » |
| — | | |   |